# Virginia Slims Circuit 1971
Virginia Slims Circuit 1971 — элитный тур теннисисток-профессионалов, организованный Женской теннисной ассоциацией (WTA). В 1971 году он включает:
- 4 турнира Большого шлема (проводятся Международной федерацией тенниса);
- 19 турниров регулярного сезона;
- Кубок Федерации.

## Расписание Virginia Slims Circuit 1971 года
Ниже представлено полное расписание соревнований Virginia Slims Circuit 1971 года, со списком победителей и финалистов для одиночных и парных соревнований.
| Турнир Большого шлема |
| Турнир Virginia Slims |
| Командные турниры     |

### Декабрь
| Дата начала | Турнир                                                                         | Чемпионки (Счёт финала) | Финалистки     |
| ----------- | ------------------------------------------------------------------------------ | ----------------------- | -------------- |
| 26 декабря  | Кубок Федерации Перт, Австралия Командный турнир Трава — 14 команд Турнир 1971 | Австралия 3-0           | Великобритания |

### Январь
| Дата начала | Турнир | Чемпионки (Счёт финала)                       | Финалистки                       |
| ----------- | --- | --------------------------------------------- | -------------------------------- |
| 6 января    | British Motor Cars Invitational Сан-Франциско, США Virginia Slims $15,200 — Хард — 16S/8D Турнир 1971                 | Билли Джин Кинг 6-3, 6-4                      | Розмари Касальс                  |
| 6 января    | British Motor Cars Invitational Сан-Франциско, США Virginia Slims $15,200 — Хард — 16S/8D Турнир 1971                 | Розмари Касальс Билли Джин Кинг 6-4, 6-7, 6-1 | Франсуаза Дюрр Энн Хейдон-Джонс  |
| 8 января    | Открытый чемпионат Австралии Сидней, Австралия Турнир Большого Шлема Трава — 30S/14D Одиночный турнир — Парный турнир | Маргарет Корт 2-6, 7-6, 7-5                   | Ивонн Гулагонг                   |
| 8 января    | Открытый чемпионат Австралии Сидней, Австралия Турнир Большого Шлема Трава — 30S/14D Одиночный турнир — Парный турнир | Маргарет Корт Ивонн Гулагонг 6-0, 6-0         | Джой Эмерсон Лесли Хант          |
| 14 января   | Billie Jean King Invitational Лонг-Бич, США Virginia Slims $14,000 — Хард(i) — 16S/8D Турнир 1971                     | Билли Джин Кинг 6-1, 6-2                      | Розмари Касальс                  |
| 14 января   | Billie Jean King Invitational Лонг-Бич, США Virginia Slims $14,000 — Хард(i) — 16S/8D Турнир 1971                     | Розмари Касальс Билли Джин Кинг 7-5, 6-3      | Франсуаза Дюрр Энн Хейдон-Джонс  |
| 21 января   | Virginia Slims of Milwaukee Милуоки, США Virginia Slims $12,500 — Хард(i) — 16S/8D Турнир 1971                        | Билли Джин Кинг 6-1, 6-2                      | Розмари Касальс                  |
| 21 января   | Virginia Slims of Milwaukee Милуоки, США Virginia Slims $12,500 — Хард(i) — 16S/8D Турнир 1971                        | Розмари Касальс Билли Джин Кинг 6-3, 1-6, 6-2 | Франсуаза Дюрр Энн Хейдон-Джонс  |
| 25 января   | Virginia Slims of Oklahoma City Оклахома-Сити, США Virginia Slims $12,500 — Хард(i) — 16S/4D Турнир 1971              | Билли Джин Кинг 1-6, 7-6, 6-4                 | Розмари Касальс                  |
| 25 января   | Virginia Slims of Oklahoma City Оклахома-Сити, США Virginia Slims $12,500 — Хард(i) — 16S/4D Турнир 1971              | Розмари Касальс Билли Джин Кинг 6-7, 6-0, 7-5 | Мэри-Энн Эйзель Валери Зигенфусс |

### Февраль
| Дата начала | Турнир                                                                                             | Чемпионки (Счёт финала)                  | Финалистки                      |
| ----------- | -------------------------------------------------------------------------------------------------- | ---------------------------------------- | ------------------------------- |
| 4 февраля   | Virginia Slims of Chattanooga Чаттануга, США Virginia Slims $12,700 — Хард(i) — 16S/8D Турнир 1971 | Билли Джин Кинг 6-4, 6-1                 | Энн Хейдон-Джонс                |
| 4 февраля   | Virginia Slims of Chattanooga Чаттануга, США Virginia Slims $12,700 — Хард(i) — 16S/8D Турнир 1971 | Розмари Касальс Билли Джин Кинг 6-4, 7-5 | Франсуаза Дюрр Энн Хейдон-Джонс |
| 9 февраля   | Philadelphia Indoor Филадельфия, США Virginia Slims $12,500 — Хард(i) — 16S/1D Турнир 1971         | Розмари Касальс 6-2, 3-6, 6-2            | Франсуаза Дюрр                  |
| 9 февраля   | Philadelphia Indoor Филадельфия, США Virginia Slims $12,500 — Хард(i) — 16S/1D Турнир 1971         | Розмари Касальс Билли Джин Кинг Без игры |                                 |
| 15 февраля  | Station WLOD Форт-Лодердейл, США Virginia Slims $10,000 — Грунт — 16S Турнир 1971                  | Франсуаза Дюрр 6-3, 3-6, 6-3             | Билли Джин Кинг                 |
| 26 февраля  | VS US National Indoor Уинчестер, США Virginia Slims $12,500 — Хард(i) — 16S/2D Турнир 1971         | Билли Джин Кинг 4-6, 6-2, 6-3            | Розмари Касальс                 |
| 26 февраля  | VS US National Indoor Уинчестер, США Virginia Slims $12,500 — Хард(i) — 16S/2D Турнир 1971         | Розмари Касальс Билли Джин Кинг 6-4, 7-5 | Франсуаза Дюрр Энн Хейдон-Джонс |

### Март
| Дата начала | Турнир                                                                                        | Чемпионки (Счёт финала)                        | Финалистки                          |
| ----------- | --------------------------------------------------------------------------------------------- | ---------------------------------------------- | ----------------------------------- |
| 18 марта    | US Indoors Детройт, США Virginia Slims $10,000 — Ковёр(i) — 8S/2D Турнир 1971                 | Билли Джин Кинг 3-6, 6-1, 6-2                  | Розмари Касальс                     |
| 18 марта    | US Indoors Детройт, США Virginia Slims $10,000 — Ковёр(i) — 8S/2D Турнир 1971                 | Мэри-Энн Эйзель Валери Зигенфусс 2-6, 6-2, 6-3 | Джуди Тегарт-Далтон Джейн Барткович |
| 24 марта    | Virginia Slims of New York Нью-Йорк, США Virginia Slims $15,600 — Хард(i) — 20S Турнир 1971   | Розмари Касальс 6-4, 6-4                       | Билли Джин Кинг                     |
| 28 марта    | Caribe Hilton Invitational Сан-Хуан, Пуэрто-Рико Virginia Slims $10,000 — 24S/11D Турнир 1971 | Энн Хейдон-Джонс 6-4, 6-4                      | Нэнси Ричи                          |
| 28 марта    | Caribe Hilton Invitational Сан-Хуан, Пуэрто-Рико Virginia Slims $10,000 — 24S/11D Турнир 1971 | Франсуаза Дюрр Энн Хейдон-Джонс 7-6, 6-3       | Карен Крантцке Керри Мелвилл-Рид    |

### Апрель
| Дата начала | Турнир | Чемпионки (Счёт финала)                       | Финалистки                         |
| ----------- | --- | --------------------------------------------- | ---------------------------------- |
| 5 апреля    | Virginia Slims Masters Сент-Питерсберг, США Virginia Slims $10,000 — Грунт — 16S/15Q/11D Турнир 1971           | Крис Эверт 6-1, 6-2                           | Джули Хелдман                      |
| 5 апреля    | Virginia Slims Masters Сент-Питерсберг, США Virginia Slims $10,000 — Грунт — 16S/15Q/11D Турнир 1971           | Франсуаза Дюрр Энн Хейдон-Джонс 7-6, 3-6, 6-3 | Джуди Тегарт-Далтон Джули Хелдман  |
| 13 апреля   | Caesar's Palace World Pro Championships Лас-Вегас, США Virginia Slims $29,200 — Хард — 16S/13Q/10D Турнир 1971 | Энн Хейдон-Джонс 7-5, 6-4                     | Билли Джин Кинг                    |
| 13 апреля   | Caesar's Palace World Pro Championships Лас-Вегас, США Virginia Slims $29,200 — Хард — 16S/13Q/10D Турнир 1971 | Франсуаза Дюрр Энн Хейдон-Джонс 0-6, 6-2, 6-4 | Розмари Касальс Билли Джин Кинг    |
| 22 апреля   | Virginia Slims of San Diego Сан-Диего, США Virginia Slims $12,400 — Хард — 16S/4D Турнир 1971                  | Билли Джин Кинг 3-6, 7-5, 6-1                 | Розмари Касальс                    |
| 22 апреля   | Virginia Slims of San Diego Сан-Диего, США Virginia Slims $12,400 — Хард — 16S/4D Турнир 1971                  | Розмари Касальс Билли Джин Кинг 6-7, 6-2, 6-3 | Франсуаза Дюрр Джуди Тегарт-Далтон |

### Май
| Дата начала | Турнир | Чемпионки (Счёт финала)                 | Финалистки                |
| ----------- | --- | --------------------------------------- | ------------------------- |
| 24 мая      | Открытый чемпионат Франции Париж, Франция Турнир Большого Шлема Грунт — 64S/44Q/32D/38X Одиночный турнир — Парный турнир Турнир смешанных пар | Ивонн Гулагонг 6-3, 7-5                 | Хелен Гурлей              |
| 24 мая      | Открытый чемпионат Франции Париж, Франция Турнир Большого Шлема Грунт — 64S/44Q/32D/38X Одиночный турнир — Парный турнир Турнир смешанных пар | Гейл Шанфро Франсуаза Дюрр 6-4, 6-1     | Хелен Гурлей Керри Харрис |
| 24 мая      | Открытый чемпионат Франции Париж, Франция Турнир Большого Шлема Грунт — 64S/44Q/32D/38X Одиночный турнир — Парный турнир Турнир смешанных пар | Жан-Клод Баркле Франсуаза Дюрр 6-3, 6-4 | Тоомас Лейус Винни Шо     |

### Июнь
| Дата начала | Турнир | Чемпионки (Счёт финала)                       | Финалистки                   |
| ----------- | --- | --------------------------------------------- | ---------------------------- |
| 21 июня     | Уимблдонский турнир Лондон, Великобритания Турнир Большого Шлема Трава — 96S/24D/80X Одиночный турнир — Парный турнир Турнир смешанных пар | Ивонн Гулагонг 6-4, 6-1                       | Маргарет Корт                |
| 21 июня     | Уимблдонский турнир Лондон, Великобритания Турнир Большого Шлема Трава — 96S/24D/80X Одиночный турнир — Парный турнир Турнир смешанных пар | Розмари Касальс Билли Джин Кинг 6-3, 6-2      | Маргарет Корт Ивонн Гулагонг |
| 21 июня     | Уимблдонский турнир Лондон, Великобритания Турнир Большого Шлема Трава — 96S/24D/80X Одиночный турнир — Парный турнир Турнир смешанных пар | Оуэн Дэвидсон Билли Джин Кинг 3-6, 6-2, 15-13 | Марти Риссен Маргарет Корт   |

### Август
| Дата начала | Турнир                                                                               | Чемпионки (Счёт финала)                       | Финалистки                         |
| ----------- | ------------------------------------------------------------------------------------ | --------------------------------------------- | ---------------------------------- |
| 2 августа   | Virginia Slims International Houston Хьюстон, США Virginia Slims $40,000 Турнир 1971 | Билли Джин Кинг 6-4, 4-6, 6-1                 | Керри Мелвилл-Рид                  |
| 2 августа   | Virginia Slims International Houston Хьюстон, США Virginia Slims $40,000 Турнир 1971 | Розмари Касальс Билли Джин Кинг 6-1, 1-6, 6-2 | Джуди Тегарт-Далтон Франсуаза Дюрр |
| 16 августа  | Virginia Slims of Chicago Чикаго, США Virginia Slims $20,000 — Грунт Турнир 1971     | Франсуаза Дюрр 6-4, 6-2                       | Билли Джин Кинг                    |
| 16 августа  | Virginia Slims of Chicago Чикаго, США Virginia Slims $20,000 — Грунт Турнир 1971     | Джуди Тегарт-Далтон Франсуаза Дюрр 6-4, 7-6   | Розмари Касальс Билли Джин Кинг    |
| 28 августа  | Virginia Slims of Newport Ньюпорт, США Virginia Slims $20,000 — Трава Турнир 1971    | Керри Мелвилл-Рид 6-3, 6-7, 7-6               | Франсуаза Дюрр                     |
| 28 августа  | Virginia Slims of Newport Ньюпорт, США Virginia Slims $20,000 — Трава Турнир 1971    | Джуди Тегарт-Далтон Франсуаза Дюрр 6-2, 6-1   | Керри Харрис Керри Мелвилл-Рид     |

### Сентябрь
| Дата начала | Турнир | Чемпионки (Счёт финала)                          | Финалистки                         |
| ----------- | --- | ------------------------------------------------ | ---------------------------------- |
| 1 сентября  | Открытый чемпионат США Нью-Йорк, США Турнир Большого Шлема Хард — 64S/32D/47X Одиночный турнир — Парный турнир Турнир смешанных пар | Билли Джин Кинг 6-4, 7-62                        | Розмари Касальс                    |
| 1 сентября  | Открытый чемпионат США Нью-Йорк, США Турнир Большого Шлема Хард — 64S/32D/47X Одиночный турнир — Парный турнир Турнир смешанных пар | Розмари Касальс Джуди Тегарт-Далтон 6-3, 6-3     | Гейл Шанфро Франсуаза Дюрр         |
| 1 сентября  | Открытый чемпионат США Нью-Йорк, США Турнир Большого Шлема Хард — 64S/32D/47X Одиночный турнир — Парный турнир Турнир смешанных пар | Оуэн Дэвидсон Билли Джин Кинг 6-3, 7-5           | Боб Мауд Бетти Стове               |
| 14 сентября | Virginia Slims of Louisville Луисвилл, США Virginia Slims $20,000 Турнир 1971                                                       | Билли Джин Кинг 6-1, 4-6, 6-3                    | Розмари Касальс                    |
| 14 сентября | Virginia Slims of Louisville Луисвилл, США Virginia Slims $20,000 Турнир 1971                                                       | Джуди Тегарт-Далтон Франсуаза Дюрр 2-6, 6-4, 6-3 | Керри Мелвилл-Рид Бетти Стове      |
| 27 сентября | Virginia Slims Thunderbird Classic Финикс, США Virginia Slims $20,000 — Хард — 32S/4D Турнир 1971                                   | Билли Джин Кинг 7-5, 6-1                         | Розмари Касальс                    |
| 27 сентября | Virginia Slims Thunderbird Classic Финикс, США Virginia Slims $20,000 — Хард — 32S/4D Турнир 1971                                   | Розмари Касальс Билли Джин Кинг 6-3, 6-2         | Джуди Тегарт-Далтон Франсуаза Дюрр |

## Статистическая информация

### Одиночные турниры

#### Титулы по игрокам
| Всего титулов | Теннисистка       | ТБШ |  | VS |
| ------------- | ----------------- | --- |  | -- |
| 12            | Билли Джин Кинг   | 1   |  | 11 |
| 2             | Ивонн Гулагонг    | 2   |  | 0  |
| 2             | Франсуаза Дюрр    | 0   |  | 2  |
| 2             | Энн Хейдон-Джонс  | 0   |  | 2  |
| 2             | Розмари Касальс   | 0   |  | 2  |
| 1             | Маргарет Корт     | 1   |  | 0  |
| 1             | Крис Эверт        | 0   |  | 1  |
| 1             | Керри Мелвилл-Рид | 0   |  | 1  |

* ТБШ — турнир Большого шлема; VS — серия Virginia Slims

#### Титулы по странам
| Всего титулов | Страна         | ТБШ |  | VS |
| ------------- | -------------- | --- |  | -- |
| 15            | США            | 1   |  | 14 |
| 4             | Австралия      | 3   |  | 1  |
| 2             | Великобритания | 0   |  | 2  |
| 2             | Франция        | 0   |  | 2  |

* ТБШ — турнир Большого шлема; VS — серия Virginia Slims

### Парные турниры

#### Титулы по игрокам
| Всего титулов | Теннисистка         | ТБШ |  | VS |
| ------------- | ------------------- | --- |  | -- |
| 12            | Розмари Касальс     | 2   |  | 10 |
| 11            | Билли Джин Кинг     | 1   |  | 10 |
| 7             | Франсуаза Дюрр      | 1   |  | 6  |
| 4             | Джуди Тегарт-Далтон | 1   |  | 3  |
| 3             | Энн Хейдон-Джонс    | 0   |  | 3  |
| 1             | Ивонн Гулагонг      | 1   |  | 0  |
| 1             | Маргарет Корт       | 1   |  | 0  |
| 1             | Гейл Шанфро         | 1   |  | 0  |
| 1             | Валери Зигенфусс    | 0   |  | 1  |
| 1             | Мэри-Энн Эйзель     | 0   |  | 1  |

* ТБШ — турнир Большого шлема; VS — серия Virginia Slims

#### Титулы по странам
| Всего титулов | Страна         | ТБШ |  | VS |
| ------------- | -------------- | --- |  | -- |
| 13            | США            | 2   |  | 11 |
| 7             | Франция        | 1   |  | 6  |
| 5             | Австралия      | 2   |  | 3  |
| 3             | Великобритания | 0   |  | 3  |

* ТБШ — турнир Большого шлема; VS — серия Virginia Slims

### Турниры смешанных пар

#### Титулы по игрокам
| Всего титулов | Теннисистка     | ТБШ |
| ------------- | --------------- | --- |
| 2             | Билли Джин Кинг | 2   |
| 1             | Франсуаза Дюрр  | 1   |

* ТБШ — турнир Большого шлема

#### Титулы по странам
| Всего титулов | Страна  | ТБШ |
| ------------- | ------- | --- |
| 2             | США     | 2   |
| 1             | Франция | 1   |

* ТБШ — турнир Большого шлема